# Биметр
Биме́тр (лат. bimeter «двоякого размера») — в античном стихосложении, любой стих двоякого размера.
Например, элегиямб, половина дактилического каталектического пентаметра + ямбический диметр —́UU|—́UU|—́|U—́¦U—|U—́¦U—:

Scríbere vérsiculós amóre percussúm gravi
— Гораций, «Эподы» XI, 2